# Ek Tha Tiger
Ek Tha Tiger (en español: Había una vez un tigre) es una película de acción india de 2012 dirigida por Kabir Khan y producida por Aditya Chopra para la compañía Yash Raj Films. Está protagonizada por Salman Khan y Katrina Kaif y cuenta con las actuaciones de reparto de Ranvir Shorey, Girish Karnad, Roshan Seth y Gavie Chahal. La película fue la tercera colaboración de Kabir Khan con Yash Raj Films después de Kabul Express (2006) y New York (2009). La trama se centra en un espía indio llamado Tiger, que se enamora de una espía paquistaní durante una investigación. Es la primera entrega de la serie de películas basadas en el personaje de Tiger. Una secuela titulada Tiger Zinda Hai se estrenará el 22 de diciembre de 2017.
La crítica especializada ha dado a Ek Tha Tiger reseñas generalmente mixtas, alabando su acción, fotografía y banda sonora. Se convirtió en la segunda película de Bollywood en recaudar más de 3.000 millones de reales (47 millones de dólares aproximadamente) en todo el mundo con un total bruto de 3.2 billones (50 millones de dólares).

## Sinopsis
Un agente de nombre código "Tigre" (Salman Khan), el principal espía de la India y oficial de la RAW, está llevando a cabo una misión en el norte de Irak. Tiger se ve obligado a matar a uno de sus propios hombres que desertó a la agencia de espionaje de Pakistán, ISI. Posteriormente, mata a muchos agentes de ISI en su huida de Irak. Tiger regresa a la India e informa de lo sucedido a su jefe, Shenoy (Girish Karnad), en Nueva Delhi. El espía es enviado inmediatamente a una misión a Dublín para seguirle los pasos a un científico de origen indio, el profesor Anwar Jamaal Kidwai (Roshan Seth), que enseña en la universidad de Trinity y es sospechoso de compartir información con Pakistán. Tiger se encuentra con el científico pero no dedica suficiente tiempo a esperialo y en su lugar comienza a pasar tiempo con una científica del lugar, Zoya (Katrina Kaif), que estudia en una academia de baile local. Él trata de hacerse amigo de Zoya para extraer información, pero comienza a descubrir su lado humano a medida que se acerca a ella. Tiger es atacado y robado en su residencia por una persona sospechosa de ser un agente de ISI. A pesar de varias advertencias de Gopi de no dejar que ningún sentimiento personal se interponga en el camino de la misión, Tiger se enamora de Zoya. Tiger le pide a Zoya una cita y allí ambos llegan a conocer sus sentimientos mutuos. Antes de contarle sus sentimientos, durante una visita a la academia de baile, Tiger descubre que Zoya es agente de ISI. En lugar de matarla, Tiger le permite huir. 
Tiempo después, Tiger y Zoya se vuelven a encontrar en una reunión de la ONU en Estambul. La pareja decide dejar todo por su amor y engañar a sus respectivas agencias tomando un vuelo a Cuba, habiendo dicho a sus agencias que se encontraban en una misión en Kazajistán. Algunos años más tarde, sus agencias los rastrean en La Habana y logran capturar a Zoya. Tiger la rescata y huye con ella en un avión, en lugar de regresar a la India. Tiger tiene una conversación con Shenoy en la que le afirma que solo regresarán cuando Pakistán e India ya no necesiten a las organizaciones ISI y RAW. En el epílogo se muestran varias imágenes de Tiger y Zoya en ciudades como Venecia, Ciudad del Cabo, Zúrich y Londres.

## Reparto
- Salman Khan como "Tiger".
- Katrina Kaif como Zoya.
- Ranvir Shorey como Gopi.
- Girish Karnad como Shenoy.

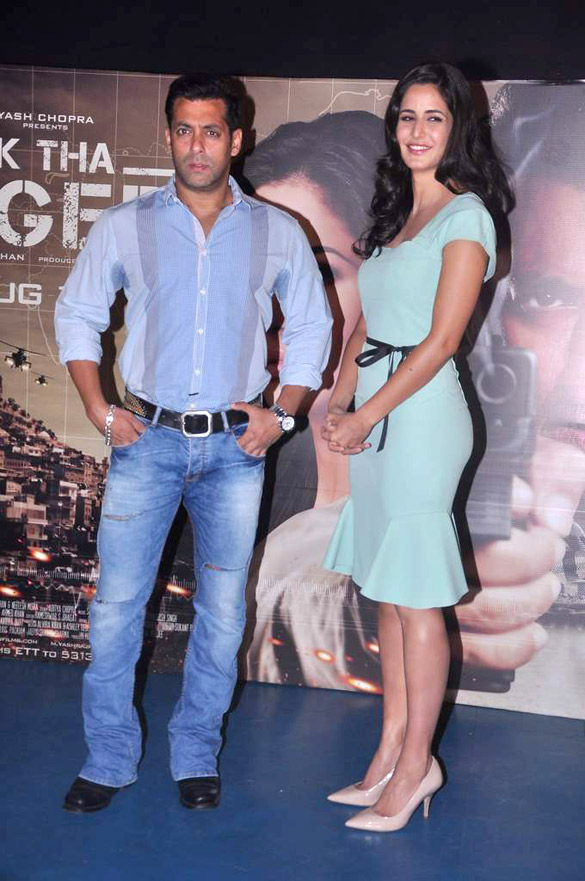
Salman Khan y Katrina Kaif en un evento promocional de la película.

- Roshan Seth como Anwar Jamaal Kidwai.
- Gavie Chahal como Abrar.
- Samar Jai Singh como Rabinder.

## Liberar
Teatral
Ek Tha Tiger se lanzó en todo el mundo el 15 de agosto de 2012; la fecha coincidió con el Día de la Independencia de la India. La película se proyectó en 3300 cines nacionales, un récord hasta que lo rompió Dabangg 2, que se proyectó en 3700 cines ese mismo año. Ek Tha Tiger se estrenó en 550 pantallas a nivel internacional, aunque no se estrenó en Pakistán, un mercado importante para Bollywood, debido a preocupaciones sobre la representación de Pakistán en la película. Esta decisión se mantuvo a pesar de la oposición de Kabir Khan, quien afirmó que la película no promueve el sentimiento antipaquistaní. La película se estrenó en Tokio en julio de 2013 y se proyectó en 70 cines en Japón, lo que constituye el estreno japonés más amplio para una película de Bollywood en idioma hindi. Aproximadamente el 60 por ciento de los ingresos brutos del primer fin de semana de la película se recaudaron de los pedidos anticipados de entradas; Ek Tha Tiger se proyectó en Cineworld Dublin entre el 15 de agosto y el 3 de septiembre de 2012 y con frecuencia se agotó, mientras que otros teatros aumentaron posteriormente los precios de las entradas.
La película se proyectó en el Trinity College en septiembre de 2012 y Kabir Khan discutió su producción con estudiantes de cine y teatro.
Medios domésticos
Ek Tha Tiger fue lanzado en DVD por YRF Home Entertainment el 25 de septiembre de 2012 y en Blu-ray, Blu-ray 3D y Ultra HD Blu-ray el 9 de octubre de 2012. Los lanzamientos digitales y Blu-ray incluyen detrás de la largometrajes de escenas, escenas eliminadas y un rollo de blooper. Los lanzamientos de Blu-ray vieron la introducción en los medios domésticos de Dolby TrueHD 96k sobremuestreo y sonido Dolby Surround 7.1.
Los lanzamientos físicos en su primera semana de la venta fueron uno de los principales comunicados de prensa domésticos en India, según los datos de The Numbers. La versión Blu-ray representó el 79% de las ventas, con un 3% de las ventas totales provenientes de la versión Ultra HD Blu-ray.

## Recepción
Ek Tha Tiger recibió críticas mixtas de parte de los críticos en La India. Réjev Masand de CNN-IBN le dio a la película 2.5 estrellas de 5 y afirmó: "a pesar de sus defectos obvios, Ek Tha Tiger es una película entretenida. Simplemente no la veas con muchas expectativas". Jahanavi Samant de Mid Day le dio a la película 3 estrellas de 5 y afirmó: "Es difícil saber si Ek Tha Tiger es una película sobre espías o una historia de amor".